# Toni Cruz Cárdenes
Antonio Cruz Cárdenes (Las Palmas de Gran Canaria, provincia de Las Palmas, 12 de julio de 1968), conocido como Toni Cruz, es un entrenador y director deportivo de fútbol español. Actualmente es director deportivo del Albacete Balompié de Segunda División. Obtuvo el Diploma Profesional de Entrenador de Fútbol, convirtiéndose en ese momento, a sus 22 años en el titulado más joven del país. También es escritor especializado en fútbol, destacando su libro "Fútbol. Análisis del juego. Terapia correctora".

## Trayectoria

### Inicios de entrenador
Debutó como entrenador de Tercera División de España en la temporada 1991-92. Militó durante seis temporadas en diferentes clubes canarios de dicha división, como la Sociedad Deportiva Tenisca, CD Victoria de Tazacorte, ambos clubes de la isla de La Palma y el Ferreras Club de Fútbol y Unión Deportiva Las Palmas Atlético, de la isla de Gran Canaria. Entre el año 1996 y el año 2008 entrenó durante diez temporadas en seis clubes de Segunda División B de España, dirigiendo más de 300 partidos en esta categoría. Los equipos que entrenó fueron: Club Deportivo Mensajero, Unión Deportiva Gáldar, Unión Deportiva Pájara–Playas de Jandía, Universidad de Las Palmas de Gran Canaria Club de Fútbol, C.D. Guijuelo y Unión Deportiva Villa de Santa de Brígida.

### Secretario técnico de UD Las Palmas
A finales de la temporada 2008-09 fue nombrado secretario técnico de UD Las Palmas, manteniéndose en el cargo hasta el final de la temporada 2010-11, en la que tras formarse en el curso impartido por la Real Federación Española de Fútbol en la promoción nº XI de director deportivo, y reconocido por la Universidad Rey Juan Carlos como "Curso Superior de Gestión Deportiva", fue nombrado director deportivo de la Unión Deportiva Las Palmas. El primer equipo profesional de UD Las Palmas estaba en la Segunda División y el club inmerso en concurso de acreedores, al ser el primer club del fútbol español en acogerse a la Ley Concursal.

### Director deportivo de UD Las Palmas
En la temporada 2011-12 fue nombrado director deportivo del club de fútbol Unión Deportiva Las Palmas. Durante su etapa en el club, se ficharon jugadores internacionales como: Jeison Murillo, Jonathan Viera, Sergio Araujo, Mubarak Wakaso, Mauricio Lemos, Kevin-Prince Boateng, Marko Livaja, Jesé Rodríguez, Alen Halilović, Vitolo Machín, Loïc Rémy y Oghenekaro Etebo. Los fichajes de Kevin-Prince Boateng,Manu del Moral Jesé Rodríguez y Vitolo tuvieron un gran impacto mediático.
En las siguientes tres temporadas, la Unión Deportiva Las Palmas disputó tres eliminatorias de ascenso consecutivas, de Segunda División a Primera División. Fue en su segunda final consecutiva, en la temporada 2014/2015, cuando el club consiguió el 6.º ascenso de su historia, tras 13 temporadas: once las disputaron en Segunda División y dos en Segunda División B. En la temporada 2015-16 obtuvieron la onceaba posición de la Primera División, y según un estudio realizado por CIES Football Observatory, con el límite salarial de plantilla más bajo de la división.
Finalizaron la temporada 2016-17 en la 14.ª posición, y la siguiente en 19.ª, descendiendo a Segunda División. El 19 de mayo de 2018 Toni Cruz dejó la entidad, tras más de una década vinculado al club. En estas temporadas se realizaron operaciones de venta y cesiones con cargo, que supusieron unos beneficios anuales sin precedentes en la historia de UD Las Palmas SAD. Algunos ejemplos son: Víctor Machín “Vitolo” al Sevilla CF; Willian José a la Real Sociedad SAD; Roque Mesa al Swansea; Jonathan Viera al Valencia CF y posteriormente al Beijing Goan; MarkoLivaja, al AEK de Atenas.
Al final de la temporada 2017-18 fue cesado después cometer una buena cantidad de errores a la hora de confeccionar la plantilla.